# Municipio de Hamilton (condado de Van Buren)
El municipio de Hamilton (en inglés: Hamilton Township) es un municipio ubicado en el condado de Van Buren en el estado estadounidense de Míchigan. En el año 2010 tenía una población de 1489 habitantes y una densidad poblacional de 16,17 personas por km².

## Geografía
El municipio de Hamilton se encuentra ubicado en las coordenadas 42°6′24″N 86°1′45″O / 42.10667, -86.02917. Según la Oficina del Censo de los Estados Unidos, el municipio tiene una superficie total de 92.08 km², de la cual 88,63 km² corresponden a tierra firme y (3,75 %) 3,45 km² es agua.

## Demografía
Según el censo de 2010, había 1489 personas residiendo en el municipio de Hamilton. La densidad de población era de 16,17 hab./km². De los 1489 habitantes, el municipio de Hamilton estaba compuesto por el 86,97 % blancos, el 2,15 % eran afroamericanos, el 1,41 % eran amerindios, el 0,81 % eran asiáticos, el 6,78 % eran de otras razas y el 1,88 % eran de una mezcla de razas. Del total de la población el 11,01 % eran hispanos o latinos de cualquier raza.